# Anne Bamford
Anne Bamford is een Australisch pedagoog en hoogleraar.
Ze doceerde aan de University of Technology Sydney, in Sydney. Momenteel is ze hoogleraar aan de Wimbledon School of Arts. Zij specialiseerde zich in de relatie tussen cultuur en Pedagogiek, meer bepaald de manier hoe cultuureducatie inwerkt op sociale stratificatie. In deze materie heeft ze wereldwijd naam gemaakt;
In 2006 publiceerde ze, in opdracht van UNESCO, haar studie The Wow Factor: Global research compendium on the impact of the arts in education.  Wereldwijd licht ze daarin de relatie door tussen cultuur en onderwijs, wat haar in een aantal Europese landen (Nederland, België, Denemarken) overheidsopdrachten opleverde. 
In Vlaanderen leidde dat tot het doorlichtingsrapport Kwaliteit en consistentie - Arts and Cultural Education in Flanders´ (sept. 2007), besteld door onderwijsminister Frank Vandenbroucke.
Voor Nederland resulteerde het in de publicatie Netwerken en verbindingen: arts and cultural education in The Netherlands (2007). Bamford concludeert dat cultuureducatie in Nederland voorop loopt. Wel noemt zij een aantal zwakke punten. De cultuureducatie in Vlaanderen beoordeelt ze strenger: vooral het deeltijds kunstonderwijs zou 'te elitair' en 'weinig toegankelijk' zijn.
Zowel op haar methodiek als op haar conclusies heeft Anne Bamford kritiek gekregen. Zo kwalificeerde bijzonder hoogleraar cultuurparticipatie en -educatie aan de Universiteit van Utrecht, Folkert Haanstra, in een recensie in Kunstzone (oktober 2006) het onderzoek als “niet erg stevig onderbouwd”, “aanvechtbaar” en “selectief”: “Alsof een rechter uitspraak doet in een zaak waarbij alleen de getuigen à décharge zijn gehoord.” 